# U doutné skály
U doutné skály je přírodní rezervace poblíž obce Bítov v okrese Znojmo v nadmořské výšce 345–465 metrů. Důvodem ochrany jsou víceméně přirozené lesní porosty s výskytem jedle (Abies) a reliktními bory. V keřovém patru roste např. brslen bradavičnatý (Euonymus verrucosus), lýkovec vonný (Daphne cneorum), dřín obecný (Cornus mas), z bylin brambořík nachový (Cyclamen purpurascens), tařice skalní (Aurinia saxatilis), kručinka chlupatá (Genista pilosa), kavyly (Stipa). Území je domovem řady ohrožených druhů živočichů, především brouků vázaných na různá rozpadová stádia jedle a hmyzožravých ptáků - datel černý (Dryocopus martius), strakapoudi (Dendrocopos), brhlík lesní (Sitta europaea), sýkory apod.